# Wayne Allard
Alan Wayne Allard (ur. 2 grudnia 1943 w Fort Collins, Kolorado) – amerykański polityk, senator ze stanu Kolorado (wybrany w 1996 i ponownie w 2002), członek Partii Republikańskiej. W latach 1991–1997 zasiadał w Izbie Reprezentantów Stanów Zjednoczonych.
15 stycznia 2007 ogłosił, że nie będzie ubiegał się o kolejną kadencję w wyborach roku 2008, spełniając obietnicę złożoną wyborcom w 1996 że ograniczy się do dwóch kadencji.